# Grünburg
Grünburg là một đô thị ở huyện Kirchdorf an der Krems bang Oberösterreich, nước Áo. Đô thị này có diện tích 43,2 km², dân số thời điểm ngày 31 tháng 12 năm 2005 là 3925 người.